# De wokchinees
De wokchinees is het 113de stripverhaal van De Kiekeboes. De reeks wordt getekend door striptekenaar Merho. Het album verscheen in maart 2007.

## Verhaal
In het holst van de nacht wordt Fanny gewekt door een telefoontje op haar gsm. Een paniekerige Alanis smeekt haar om haar te komen redden uit een huis in de Chinese wijk. Wanneer Marcel Kiekeboe en zijn dochter ter plekke aankomen, blijkt Xing, het nieuwe vriendje van Alanis, ontvoerd te zijn.
Zonder het zelf te beseffen steekt de familie Kiekeboe zich in een wespennest van Chinese maffiosi...

## Trivia
- De titel "de wokchinees" is een woordspeling op de titel "de gokchinees" die de Chinese crimineel Zheyun Ye in de media kreeg toen in 2006 bleek dat hij miljoenen verdiende met gokspelen te organiseren rond de uitslagen van Belgische voetbalwedstrijden waarbij hij zelf de trainers en spelers omkocht. Het verwijst ook naar het Oosterse gerecht wok.
- Op strook 1 belt Alanis Fanny op om te zeggen dat ze naar het "Tappiplein" moet komen. Dit is een woordspeling op tapis plein, een soort vloerbedekking.
- "Xing Yoeng" is een woordspeling op het Nederlands Ik ben jong, in het dialect.
- "Koh Ming Soon" is een woordspeling op het Engelse Coming soon, wat Ik kom zo snel mogelijk betekent.
- De Chinees "Thé Fal Pan" is een woordspeling op een zogenaamde tefalpan van Tefal.
- "Wang Zung" en "Tong Zung" zijn op hun beurt weer woordspelingen op wangzoen en tongzoen.
- We leren ook kennis maken met de 3 vriendinnen van Charlotte tijdens de kookcursus. Zo hebben we "Conny Saris", een woordspeling op commissaris, "Fleur Bloem", wat twee keer hetzelfde betekent en verder nog "Kath Marran", een woordspeling op de catamaran, een vaartuig.
- "Dokter Deaunor" is een woordspeling op donor.
- Op strook 12 zien we dat Thé Fal Pan op de website "Betwaiter.com" surft, een woordspeling het woord betweter en op de gokgigant Bet and Win.
- Thé Fal Pan zijn meid heet "Lo Li", een woordspeling op lolly.
- Op strook 24 neemt Fanny een gelukskoekje met een spreuk in van de Chinese filosoof "Consensus", een woordspeling op de filosoof Confucius.
- Op strook 33 zien we Fanny en Alanis "Dorhout" binnenrijden. Een woordspeling op Torhout.
- Op strook 38 zien we een sjeik rondlopen met zijn dienaar "Hafwasj", een woordspeling op afwas.
- Een foutje op strook 39. Daar zien we Leon Van der Neffe ineens in een groene jas terwijl hij een grijze jas droeg.
- Op strook 54 glijden Marcel en Konstantinopel via palen van een stelling naar de begane grond. Op de stelling zien we een bordje van de firma "Verprutsen en Zoon Renovaties".
- Nog een foutje op strook 57. Daar staat ineens "Lo Lie", terwijl ze in het begin "Lo Li" heette.
- Koh Ming Soon gaf zich uit onder een valse naam, "Wah Sing Ton", een woordspeling op Washington.